# Crithagra melanochroa
El serín de los Kipengere (Crithagra melanochroa) es una especie de ave paseriforme de la familia Fringillidae endémica de Tanzania.

## Taxonomía
El serín de los Kipengere como otras muchas especies se clasificaba en el género Serinus, hasta que los estudios genéticos determinaron que era polifilético, por lo que se escindió trasladando la mayoría de las especies al género Crithagra.

## Distribución
El serín de los Kipengere se encuentra únicamente en el sur de Tanzania, en los montes Kipengere y demás montañas que rodean el lago Malaui. Su hábitat natural son los bosques húmedos de montaña tropicales y las zonas de matorral de altura. Se encuentra amenazado por la pérdida de hábitat.